# Teklit Teweldebrhan
Teklit Teweldebrhan (ur. 1 października 1993 w Debub) – erytrejski lekkoatleta specjalizujący się w biegach średniodystansowych.
W 2010 startował na mistrzostwach świata w przełajach, na których zajął 22. miejsce w biegu juniorów. Piąty zawodnik biegu na 1500 metrów podczas juniorskich mistrzostw świata w Barcelonie (2012). W tym samym roku reprezentował Erytreę na igrzyskach olimpijskich w Londynie, na których odpadł w eliminacjach 1500 metrów.

## Osiągnięcia
| Rok  | Impreza                                   | Miejsce     | Konkurencja         | Lokata      | Wynik    |
| ---- | ----------------------------------------- | ----------- | ------------------- | ----------- | -------- |
| 2010 | Mistrzostwa świata w biegach przełajowych | Bydgoszcz   | bieg juniorów       | 22. miejsce | 23:18    |
| 2012 | Mistrzostwa świata juniorów               | Barcelona   | bieg na 1500 metrów | 5. miejsce  | 3:42,63  |
| 2012 | Igrzyska olimpijskie                      | Londyn      | bieg na 1500 metrów | eliminacje  | 3:42,88  |
| 2014 | Mistrzostwa Afryki                        | Marrakesz   | bieg na 1500 metrów | 12. miejsce | 3:49,23  |
| 2015 | Igrzyska afrykańskie                      | Brazzaville | bieg na 5000 metrów | 10. miejsce | 13:55,55 |
| 2016 | Mistrzostwa Afryki                        | Durban      | bieg na 5000 metrów | 13. miejsce | 13:36,00 |

## Rekordy życiowe
- Bieg na 1500 metrów – 3:36,50 (2012) rekord Erytrei juniorów.
- Bieg na 5000 metrów – 13,28,56 (2015)